# Serolis paradoxa
Serolis paradoxa är en kräftdjursart som först beskrevs av Fabricius 1775.  Serolis paradoxa ingår i släktet Serolis och familjen Serolidae. Inga underarter finns listade i Catalogue of Life.